# Championnats d'Amérique du Sud juniors d'athlétisme 2011
Navigation
Championnats d'Amérique du Sud juniors 2009 Championnats d'Amérique du Sud juniors 2013
Les 39es Championnats d'Amérique du Sud juniors d'athlétisme ont eu lieu à Medellín en Colombie du 23 au 25 septembre 2011.

## Résultats

### Hommes
| Épreuve | Or                                                                               | Or                    | Argent                                                              | Argent         | Bronze                                                                    | Bronze         |
| --- | -------------------------------------------------------------------------------- | --------------------- | ------------------------------------------------------------------- | -------------- | ------------------------------------------------------------------------- | -------------- |
| 100 mètres | Aldemir Junior Brésil                                                            | 10 s 36               | Diego Palomeque Colombie                                            | 10 s 45        | Mateo Edward Panama                                                       | 10 s 47        |
| 200 mètres | Aldemir Junior Brésil Diego Palomeque Colombie                                   | 20 s 94               | —                                                                   | —              | Stiven Valois Colombie                                                    | 21 s 39        |
| 400 mètres | Anderson Henriques Brésil                                                        | 46 s 59               | Bernardo Baloyes Colombie                                           | 47 s 05        | Stephan James Guyana                                                      | 47 s 79        |
| 800 mètres | Joseilton Cunha Brésil                                                           | 1 min 49 s 32         | Maicon dos Santos Brésil                                            | 1 min 49 s 55  | Miguel Alvarado Colombie                                                  | 1 min 50 s 20  |
| 1 500 mètres | Federico Bruno Argentine                                                         | 3 min 53 s 04         | Lucirio Garrido Venezuela                                           | 3 min 53 s 10  | Carlos Díaz Chili                                                         | 3 min 54 s 41  |
| 5 000 mètres | Miguel Amador Colombie                                                           | 14 min 40 s 81        | Yamid Naranho Colombie                                              | 14 min 44 s 81 | Gustavo Frencia Argentine                                                 | 15 min 9 s 49  |
| 10 000 mètres | Miguel Amador Colombie                                                           | 30 min 54 s 90        | João Prado Filho Brésil                                             | 31 min 22 s 64 | Mauricio Matute Équateur                                                  | 31 min 37 s 89 |
| 3 000 m steeple | Mauricio Matute Équateur                                                         | 9 min 22 s 94         | Alex de Oliveira Brésil                                             | 9 min 31 s 31  | Nelson Blanco Colombie                                                    | 9 min 41 s 38  |
| 110 mètres haies | João de Oliveira Brésil                                                          | 13 s 85               | Lucas Carvalho Brésil                                               | 13 s 92        | Cristian Alzate Colombie                                                  | 13 s 94        |
| 400 mètres haies | João de Oliveira Brésil                                                          | 52 s 62               | Renato Izidio Brésil                                                | 53 s 40        | Jefferson Valencia Colombie                                               | 53 s 95        |
| Saut en hauteur | Rebert Firmiano Brésil                                                           | 2,07 m                | Eure Yáñez Venezuela                                                | 2,07 m         | Cristóbal Hurtado Chili                                                   | 2,04 m         |
| Saut à la perche | Heberth Gómez Colombie                                                           | 5,00 m                | Thiago da Silva Brésil                                              | 4,85 m         | Matheus da Silva Brésil                                                   | 4,80 m         |
| Saut en longueur | Douglas Selestrino Brésil                                                        | 7,57 m                | Daiber Cambindo Colombie                                            | 7,49 m         | Erick Zambrano Équateur                                                   | 7,45 m         |
| Triple saut | José Adrián Sornoza Équateur                                                     | 15,82 m               | Henrique da Silva Brésil                                            | 15,72 m        | Kauam Bento Brésil                                                        | 15,69 m        |
| Lancer du poids | Joaquín José Ballivian Chili                                                     | 19,31 m               | Willian Braido Brésil                                               | 18,42 m        | John Zea Colombie                                                         | 16,85 m        |
| Lancer du disque | Mauricio Ortega Colombie                                                         | 58,48 m               | Felipe Lorenzon Brésil                                              | 54,23 m        | Juan Ignacio Solito Argentine                                             | 53,42 m        |
| Lancer du marteau | Jonatan Gras Argentine                                                           | 67,36 m               | Thiago da Silva Brésil                                              | 61,60 m        | Fabian Serna Colombie                                                     | 61,31 m        |
| Lancer du javelot | Braian Toledo Argentine                                                          | 74,04 m CR            | Tomás Guerra Chili                                                  | 70,99 m        | Reynan Costa Brésil                                                       | 68,67 m        |
| Décathlon | Victor Santos Brésil                                                             | 7 173 pts CR          | Oscar Campos Venezuela                                              | 6 914 pts      | Guillermo Ruggeri Argentine                                               | 6 880 pts      |
| 10 km marche | Éider Arévalo Colombie                                                           | 39 min 56 s 01 CR AYR | José Montaña Colombie                                               | 42 min 16 s 57 | Marco Antonio Rodríguez Bolivie                                           | 44 min 56 s 76 |
| Relais 4 × 100 mètres | Brésil Aldemir Junior Flavio Barbosa Jackson da Silva Rodrigo Rocha              | 39 s 63 CR AYR        | Colombie Stiven Valois Diego Palomeque Bernardo Baloyes Fredy Cuero | 40 s 08        | Argentine Sebastián Acevedo Rodrigo Sánchez Facundo Andrada Leandro Monje | 41 s 89        |
| Relais 4 × 400 mètres | Brésil Pedro Luiz Burmann Leandro de Araújo Maicon dos Santos Anderson Henriques | 3 min 8 s 35 CR       | Colombie Bernardo Baloyes German Ardila Diego Palomeque Jhon Solís  | 3 min 8 s 71   | Chili Felipe Osorio Alejandro Peirano Sergio Germaín Joan Pinto           | 3 min 18 s 69  |
| Records et Performances - AR : Record continental (area record) - CR : Record des championnats (championship record) - MR : Record du meeting (meet record) - NR : Record national (national record) - OR : Record olympique (olympic record) - PR : Record paralympique (paralympic record) - PB : Record personnel (personal best) - SB : Meilleure performance personnelle de la saison (season's best) - WL : Meilleure performance mondiale de l'année (world leader) - WJR : Record du monde junior (world junior record) - WR : Record du monde (world record) Circonstances et Conditions - DNF : N'a pas terminé (did not finish) - DNS : N'a pas pris le départ (did not start) - DQ : Disqualification (disqualification) - NM : Aucun essai valable enregistré (No Mark) - Q : Qualifié « directement » au prochain tour (ou à la prochaine compétition), lors d'une compétition majeure, grâce au classement ou à la réalisation des minima (automatic qualifier) - q : Qualifié au prochain tour (ou à la prochaine compétition), lors d'une compétition majeure, grâce au repêchage ou à la réalisation de l'une des meilleures performances parmi celles des « non qualifiés directement » (grâce au meilleur temps ou à la meilleure distance par exemple) (secondary qualifier) |                                                                                  |                       |                                                                     |                |                                                                           |                |

### Femmes
| Epreuve | Or                                                                         | Or                   | Argent                                                                  | Argent         | Bronze                                                                           | Bronze         |
| --- | -------------------------------------------------------------------------- | -------------------- | ----------------------------------------------------------------------- | -------------- | -------------------------------------------------------------------------------- | -------------- |
| 100 mètres | Tamiris de Liz Brésil                                                      | 11 s 43              | Merlin Palacios Colombie                                                | 11 s 64        | Jessica dos Reis Brésil                                                          | 11 s 72        |
| 200 mètres | Tamiris de Liz Brésil                                                      | 23 s 35 CR AYR NJR   | Merlin Palacios Colombie                                                | 23 s 69        | Beatriz de Souza Brésil                                                          | 24 s 16        |
| 400 mètres | Ana Da Silva Brésil                                                        | 53 s 84              | Evelis Aguilar Colombie                                                 | 54 s 45        | Rosa Escobar Colombie                                                            | 54 s 70        |
| 800 mètres | Ana Da Silva Brésil                                                        | 2 min 05 s 76 CR     | Rosa Escobar Colombie                                                   | 2 min 06 s 87  | Ana Funes Argentine                                                              | 2 min 08 s 71  |
| 1 500 mètres | Érika Lima Brésil                                                          | 4 min 36 s 10        | Ana Funes Argentine                                                     | 4 min 36 s 63  | Ana Pacheco Brésil                                                               | 4 min 37 s 83  |
| 3 000 mètres | Charo Inga Pérou                                                           | 9 min 55 s 01        | Areli Aparicio Pérou                                                    | 10 min 01 s 08 | Adriana da Luz Brésil                                                            | 10 min 08 s 94 |
| 5 000 mètres | Charo Inga Pérou                                                           | 17 min 13 s 88       | Luz Mery Rojas Pérou                                                    | 17 min 16 s 70 | Martha Cadena Colombie                                                           | 19 min 00 s 84 |
| 3 000 mètres steeple | Luz Mery Rojas Pérou                                                       | 10 min 53 s 59       | Zulema Arenas Pérou                                                     | 11 min 05 s 23 | Blenda Yanez Équateur                                                            | 11 min 14 s 27 |
| 100 mètres haies | Daniela Castillo Équateur                                                  | 14 s 17              | Natalia Pinzón Colombie                                                 | 14 s 46        | Ursulla da Silva Brésil                                                          | 14 s 65        |
| 400 mètres haies | Déborah Rodríguez Uruguay                                                  | 1 min 00 s 60        | Debora dos Santos Brésil                                                | 1 min 01 s 38  | Karen Palomeque Colombie                                                         | 1 min 02 s 84  |
| Saut en hauteur | Yulimar del Valle Venezuela                                                | 1,78 m               | Nulfa Palacios Colombie                                                 | 1,71 m         | Angie García Colombie                                                            | 1,68 m         |
| Saut à la perche | Angie Hernández Colombie                                                   | 3,70 m               | Victoria Fernández Chili                                                | 3,50 m         | Andrea Conde Colombie                                                            | 3,35 m         |
| Saut en longueur | Jessica dos Reis Brésil                                                    | 6,38 m               | Andressa Fidelis Brésil                                                 | 5,84 m         | Lorayne Orozco Colombie                                                          | 5,79 m         |
| Triple saut | Giselly Landázury Colombie                                                 | 13,39 m              | Yudelsy González Venezuela                                              | 13,01 m        | Gabriela De Lima Brésil                                                          | 12,57 m        |
| Lancer du poids | Livia Avancini Brésil                                                      | 14,75 m              | Alessandra Gamboa Pérou                                                 | 14,60 m        | Esthefania da Costa Brésil                                                       | 13,85 m        |
| Lancer du disque | Esthefania da Costa Brésil                                                 | 48,97 m              | Lidiane Cansian Brésil                                                  | 47,94 m        | Helena Galvan Colombie                                                           | 44,96 m        |
| Lancer du marteau | Daniela Gómez Argentine                                                    | 54,49 m              | Kerolayne da Silva Brésil                                               | 51,91 m        | Tatiana Martínez Colombie                                                        | 50,45 m        |
| Lancer du javelot | Emylyr da Conceiçâo Brésil                                                 | 46,54 m              | María Mello Uruguay                                                     | 43,17 m        | Beatriz Batista Brésil                                                           | 41,94 m        |
| Heptathlon | Tamara de Sousa Brésil                                                     | 5 545 pts            | Debora de Oliveira Brésil                                               | 4 591 pts      | Julieth Caballero Colombie                                                       | 4 189 pts      |
| 10 km marche | Lorena Arenas Colombie                                                     | 47 min 22 s 68 CR    | Angela Castro Bolivie                                                   | 47 min 37 s 34 | Wendy Cornejo Bolivie                                                            | 49 min 13 s 40 |
| Relais 4 × 100 mètres | Brésil Tamiris de Liz Jessica dos Reis Andressa Fidelis Fabricia de Morães | 44 s 64              | Colombie Merlin Palacios Natalia Pinzón Yanet Largacha Maderley Alcazar | 46 s 39        | Chili Victoria Fernández Viviana Olivares Josefina Gutiérrez Macarena Borie      | 46 s 97        |
| Relais 4 × 400 mètres | Colombie Rosa Escobar Evelis Aguilar Yanet Largacha Melissa Torres         | 3 min 36 s 74 CR AYR | Brésil Natalia da Silva Ana Da Silva Debora dos Santos Lorayna Lima     | 3 min 42 s 64  | Argentine María Florencia Lamboglia Virginia Cardozo Ana Funes Florencia Borelli | 3 min 56 s 53  |
| Records et Performances - AR : Record continental (area record) - CR : Record des championnats (championship record) - MR : Record du meeting (meet record) - NR : Record national (national record) - OR : Record olympique (olympic record) - PR : Record paralympique (paralympic record) - PB : Record personnel (personal best) - SB : Meilleure performance personnelle de la saison (season's best) - WL : Meilleure performance mondiale de l'année (world leader) - WJR : Record du monde junior (world junior record) - WR : Record du monde (world record) Circonstances et Conditions - DNF : N'a pas terminé (did not finish) - DNS : N'a pas pris le départ (did not start) - DQ : Disqualification (disqualification) - NM : Aucun essai valable enregistré (No Mark) - Q : Qualifié « directement » au prochain tour (ou à la prochaine compétition), lors d'une compétition majeure, grâce au classement ou à la réalisation des minima (automatic qualifier) - q : Qualifié au prochain tour (ou à la prochaine compétition), lors d'une compétition majeure, grâce au repêchage ou à la réalisation de l'une des meilleures performances parmi celles des « non qualifiés directement » (grâce au meilleur temps ou à la meilleure distance par exemple) (secondary qualifier) |                                                                            |                      |                                                                         |                |                                                                                  |                |

## Tableau des médailles
| Rang | Nation    | Or | Argent | Bronze | Total |
| ---- | --------- | -- | ------ | ------ | ----- |
| 1    | Brésil    | 22 | 16     | 11     | 49    |
| 2    | Colombie  | 10 | 14     | 16     | 40    |
| 3    | Argentine | 4  | 1      | 6      | 11    |
| 4    | Pérou     | 3  | 4      | 0      | 7     |
| 5    | Équateur  | 3  | 0      | 3      | 6     |
| 6    | Venezuela | 1  | 4      | 0      | 5     |
| 7    | Chili     | 1  | 2      | 4      | 7     |
| 8    | Uruguay   | 1  | 1      | 0      | 2     |
| 9    | Bolivie   | 0  | 1      | 2      | 3     |
| 10   | Guyana    | 0  | 0      | 1      | 1     |
| 10   | Panama    | 0  | 0      | 1      | 1     |